# معالم شكل التوزيع

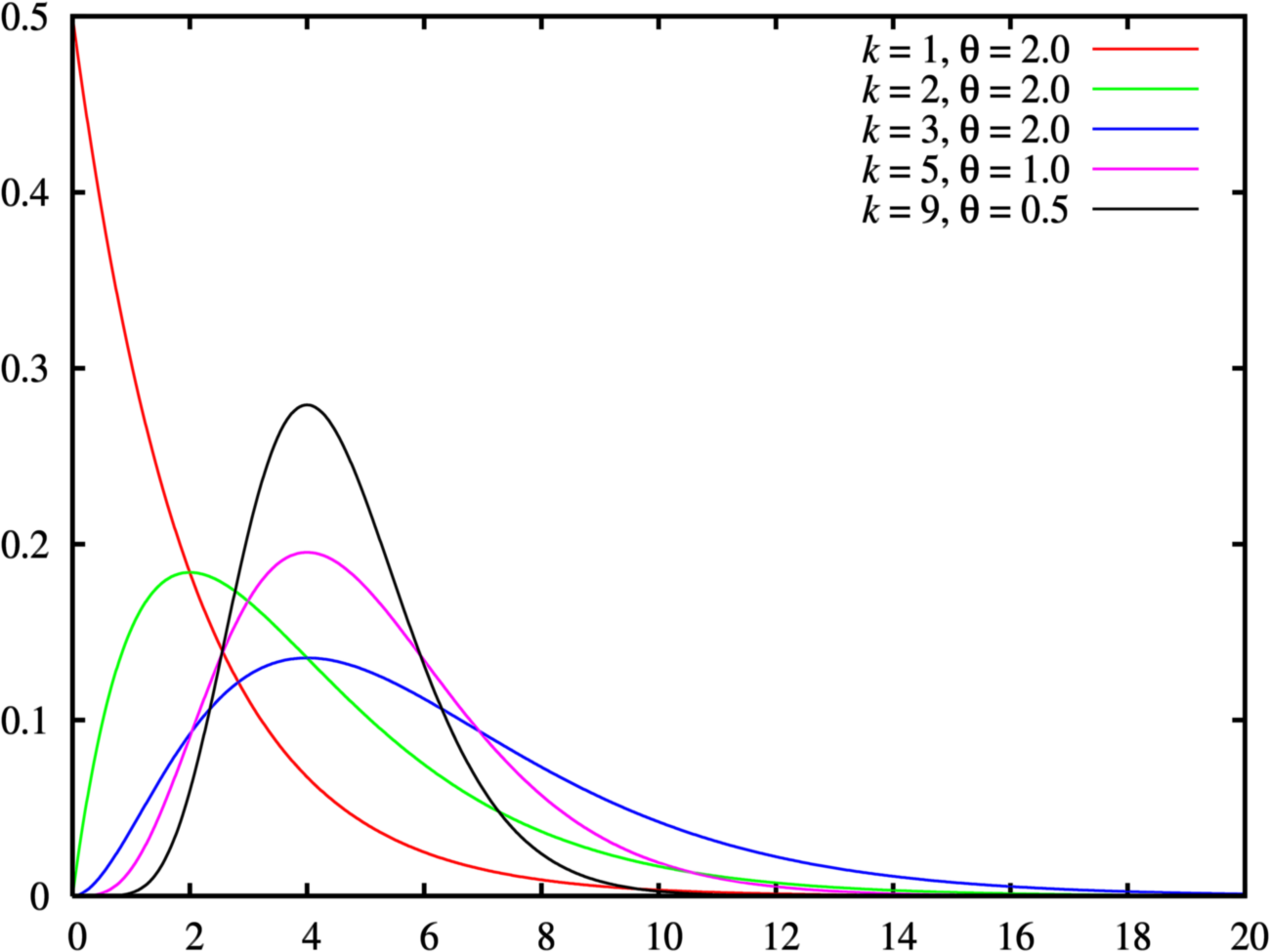
مثال لتغير شكل توزيع غاما حسب تغير المعلمة

معالم شكل التوزيع (بالإنجليزية: Shape parameter)‏، في نظرية الاحتمالات والإحصاء هي معالم إحصائية تؤثر على الشكل العام لمنحنى دالة التوزيع الاحتمالي.
معالم شكل التوزيع هي كل معلمة إحصائية تؤثر في دالة التوزيع خارج معالم الموضع (المتوسط مثلا في حالة التوزيع الطبيعي) أو معالم السلم (الانحراف المعياري مثلا في حالة التوزيع الطبيعي). إضافة إلى المعالم الخاصة ببعض التوزيعات الاحتمالية، أهم معلمتي شكل هما التجانف والتفرطح.

## أمثلة
قوانين التوزيع الاحتمالي التالية تتوفر على معالم شكل خاصة:
- توزيع بيتا.
- توزيع بور (Burr) أو التوزيع اللوغارتمي اللوجستي المعمم.
- توزيع إيرلانغ (Erlang).
- توزيع غاما.
- توزيع فيسك (Fisk) أو اللوغارتمي اللوجستي.
- توزيع باريتو.
- التوزيعات الأحادية المنوال (دوال بيرسون).
- توزيع وايبول.[3]في حالة التوزيع الطبيعي، معالم الشكل ثابتة ومحددة بنيويا، يتغير التوزيع فقط على المستويين الموضعي (عبر تغير المتوسط {\displaystyle \mu }) والسلمي (عبر تغير الانحراف المعياري {\displaystyle \sigma })

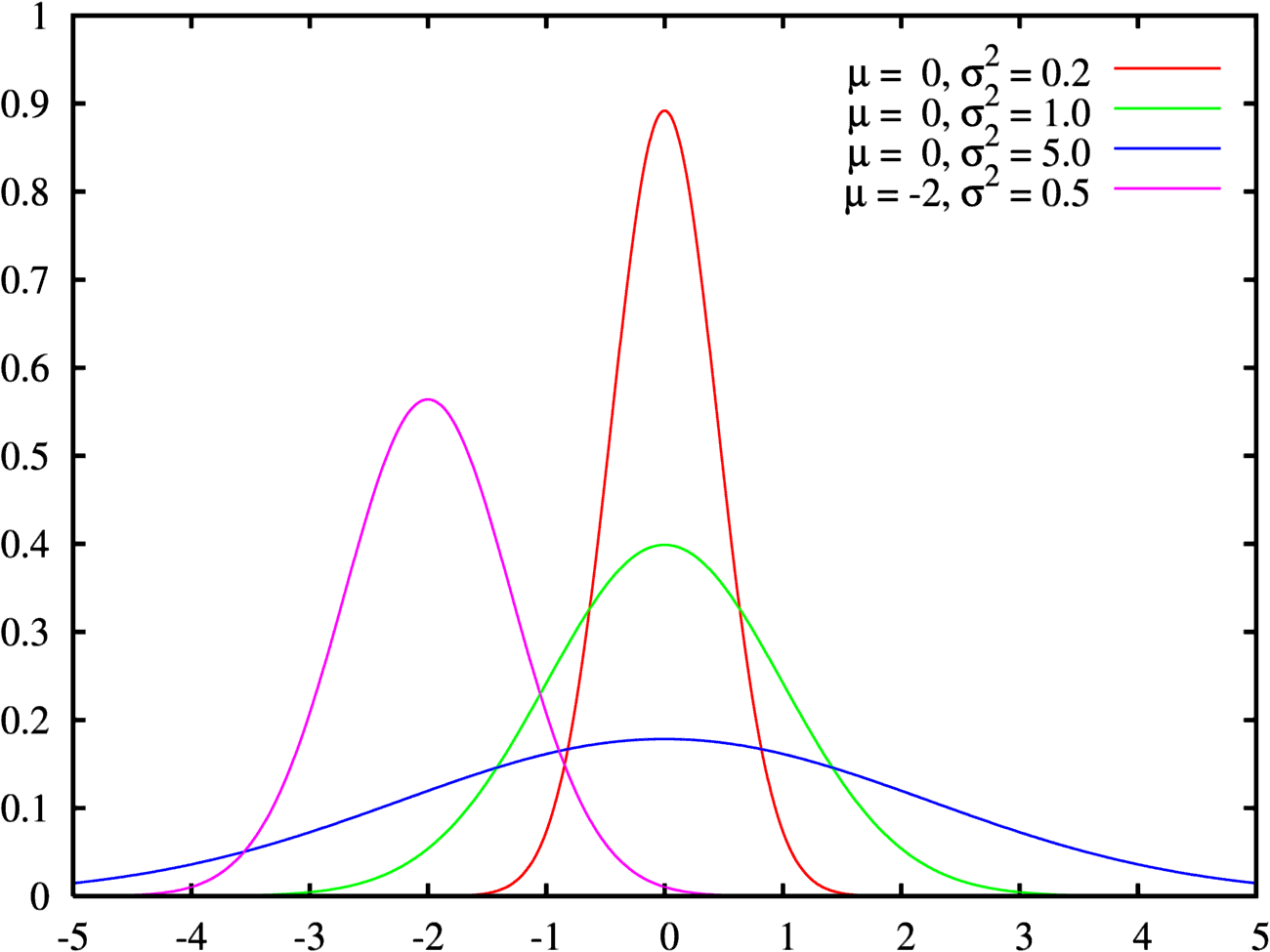
في حالة التوزيع الطبيعي، معالم الشكل ثابتة ومحددة بنيويا، يتغير التوزيع فقط على المستويين الموضعي (عبر تغير المتوسط) والسلمي (عبر تغير الانحراف المعياري)

بالمقابل، التوزيعات التالية لا تتوفر على معالم شكل، فشكلها العام لا يتغير، حسب تعريفها البنيوي، والتغيرات التي يمكن أن تحصل فيها متعلقة فقط بموضعها (من منظور تموقع المتوسط على المحور الأفقي) أو على المستوى السلمي (المعبر عنه مثلا بانحرافها المعياري):
- التوزيع الأسي.
- توزيع كوشي.
- التوزيع اللوجستي.
- التوزيع الطبيعي.
- التوزيع المنتظم.

مثلا في حالة التوزيع الطبيعي، التجانف والتفرطح، كمعلمتي شكل، هما ثابتان، ويساويان على التوالي 0 و3.